# Isabella Zilio
Isabella Zilio (née le 5 mars 1983 à Padoue, en Vénétie) est une joueuse italienne de volley-ball. Elle mesure 1,74 m et joue au poste de libero.

## Clubs
| Club                     | Pays    | De        | À         |
| ------------------------ | ------- | --------- | --------- |
| Volley Sarmeola          | Italie  | 1997-1998 | 2000-2001 |
| Volley Vicenza           | Italie  | 2001-2002 | 2001-2002 |
| Minetti Infoplus Vicenza | Italie  | 2002-2003 | 2004-2005 |
| Monte Schiavo Jesi       | Italie  | 2005-2006 | 2006-2007 |
| CAV Murcia 2005          | Espagne | 2007-2008 | 2007-2008 |
| Monte Schiavo Jesi       | Italie  | 2008-2009 | 2008-2009 |
| Volley Vicenza           | Italie  | 2009-2010 | 2009-2010 |
| Pallavolo Pontecagnano   | Italie  | 2010-2011 | 2011-2012 |
| River Volley Piacenza    | Italie  | 2012-2013 | …         |

## Palmarès
- Challenge Cup
  - Vainqueur : 2009.
  - Finaliste : 2013.
- Championnat d'Espagne
  - Vainqueur : 2008.
- Coupe d'Espagne
  - Vainqueur : 2008.
- Supercoupe d'Espagne
  - Vainqueur: 2007.
- Coupe d'Italie
  - Vainqueur : 2013.
- Championnat d'Italie
  - Vainqueur : 2013.